# Leptodoras marki
Leptodoras marki är en fiskart som beskrevs av José L. O. Birindelli och Sousa 2010. Leptodoras marki ingår i släktet Leptodoras och familjen Doradidae. Inga underarter finns listade i Catalogue of Life.